# Hoek van 't IJ
De vuurtoren Hoek van 't IJ is een monumentaal bouwwerk ten oosten van de plaats Durgerdam in de Nederlandse provincie Noord-Holland.
De vuurtoren bevindt zich ongeveer een kilometer ten oosten van Durgerdam op het Vuurtoreneiland in het IJmeer bij de landpunt Hoek van 't IJ in het natuurgebied IJdoorn, dat buitendijks is gelegen ten zuidoosten van de Uitdammerdijk.
De toren is in 1701 begonnen als een vierkante vuurtoren. Dit was er een van drie vuurtorens bij Marken, De Ven en Hoek van 't IJ waartoe in 1699 werd besloten om de route van de Waddenzee naar Amsterdam te markeren. De torens waren voorzien van olielampen volgens het ontwerp van Jan van der Heyden. Aanvankelijk was de toren, net als bij De Ven nu nog het geval is, een vierkant, stenen gebouw.
In 1809 werd op het eiland een militaire post gevestigd, die in 1844 werd uitgebouwd tot een heus vestingwerk. Dat werd in 1883 opgenomen in de Stelling van Amsterdam.

## Beschrijving
De huidige toren uit 1893 telt vijf verdiepingen en heeft een conische vorm. De onderste vier etages vormen een opengewerkte, achtkantige toren van gietijzer en profielstaal. Alleen de bovenste verdieping is gesloten. Het lichthuis is voorzien van een koperen koepel en de toren heeft een balustrade.
Waarschijnlijk is de toren ontworpen door de bouwkundige Adrianus Cornelis van Loo. De vuurtoren is 19,5 meter hoog.
Voor de vuurtorenwachter werd een aparte Lichtwachterswoning gebouwd, de huidige dateert uit 1951. In de gevel van deze woning is de gedenksteen van de oorspronkelijke vuurtoren uit 1701 ingemetseld.
Het eiland werd in 1996 met een brug aan het vasteland verbonden. In 2001 werd het mistsein uitgeschakeld. Het licht in de vuurtoren werd in 2003 gedoofd, na de pensionering van de laatste vuurtorenwachter. Sinds 2005 is het licht weer in bedrijf. Het eiland is staatseigendom en wordt beheerd door Staatsbosbeheer. De toren is sinds 1981 erkend als rijksmonument. Vanaf 21 juni 2016 is het licht (weer) gedoofd.